# Canicross

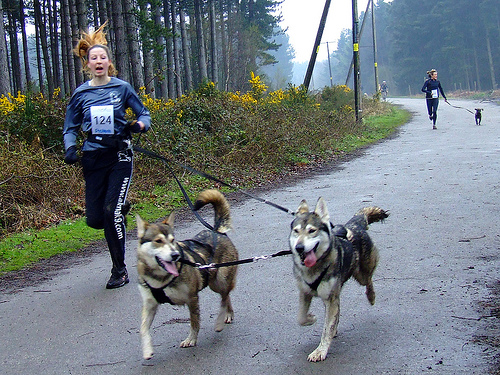
Dívka se dvěma psy

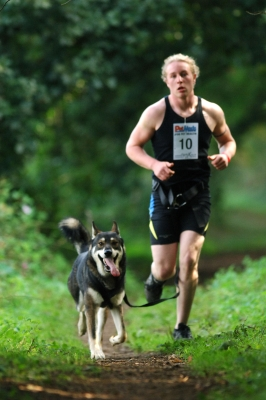
Účastnice canicrossového závodu v parku

Canicross je druh terénního kynologického sportu se psem, kdy je jeden nebo i více psů napojen vodítkem na běžce-vůdce. Je populární zejména v Evropě. Je příbuzný zimním sportům jako skijöring a bikejöring.
Většinou se používá jen jeden pes, méně často pak dva (klade to větší nároky na ovladatelnost psů). Pes by měl zvládat základní povely – doleva, doprava, stůj a samozřejmě mít základní tažnou průpravu. Lano je opatřeno amortizérem, který tlumí nárazy a chrání páteř běžce i psa. Běžec je opásán speciálním sedákem, který přenáší sílu psa.

## Vybavení potřebné na canicross
- pro běžce pohodlné oblečení - vhodné na běh a kvalitní obuv - odpovídající terénu
- speciální běžecky opasek, přpominajcí sedák nebo bederní pás
- psí postroj vhodný na tah, pro trénink stačí krátký, ale jinak je vhodnější dlouhý, který končí u kořene ocasu
- odpružené cca dvoumetrové amortizační vodítko (amortizér), které propojí pomocí karabin opasek s postrojem

## Závody
Závody probíhají v zahraničí i v Česku. Často je také canicross veden jako samostatná kategorie klasického běžeckého závodu. Běhá se i ve velmi náročném terénu, například v Alpách. Nejčastěji se běhá na vzdálenost tří až sedmi kilometrů.
První mistrovství světa se v roce 2002 konalo v italském městě Ravenna.